# Ukraińska Wyszcza Liha w koszykówce mężczyzn
Wyszcza liha Ukrainy w koszykówce mężczyzn (ukr. Вища ліга України з баскетболу) – druga w hierarchii klasa męskich ligowych rozgrywek koszykarskich na Ukrainie. Stanowi pośredni szczebel rozgrywek między Superlihą, a Druhą lihą. Persza liha składa się z 18 zespołów, walczących w dwóch grupach (zachodnia i wschodnia), z których po 2 najlepszych zespoły walczą potem w finale o awans do Superlihi. Do roku 1996 liga nazywała się Persza liha Ukrainy w koszykówce (ukr. Перша ліга України з баскетболу).